# Саражан В'ячеслав Григорович
В'ячесла́в Григо́рович Саража́н (25 лютого 1980, Миколаїв — 24 серпня 2014, Войковський) — підполковник Національної гвардії України.

## Життєвий шлях
Народився 1980 року в місті Миколаїв; закінчив миколаївську школу № 17. 2002 року закінчив Військовий інститут внутрішніх військ МВС України. Проходив службу на офіцерських посадах — Внутрішні війська МВС України, Національна гвардія України.
Підполковник, командир патрульного батальйону 19-го полку охорони громадського порядку, в/ч 3039 (м. Миколаїв) Південного ОТО НГУ. На фронті — з першою ротацією полку. Брав участь у кількох військових операціях.
24 серпня 2014 року підполковник Саражан, перебуваючи у складі військового оперативного резерву в/ч 3039, за наказом командування, здійснюючи відхід з міста Амвросіївка в напрямку міста Маріуполь, потрапив у засідку незаконних збройних формувань поблизу смт Копані (на той час — Войковський). Перебуваючи в машині, що замикала колону, вирішив забезпечити прикриття та відхід основної частини військового оперативного резерву з-під артилерійського та стрілецького вогню противника. Під час прикриття зазнав двох поранень — у руку та ногу, проте й далі керував підрозділом. Стримуючи ворога та відволікаючи вогонь терористів на себе, підполковник Саражан разом з підлеглими забезпечив відхід основної частини колони з-під вогню. Побратими під інтенсивним обстрілом не змогли забрати тіло командира з місця бою. Тоді ж загинув рядовий міліції Юрій Смирнов.
В травні 2016 упізнаний за підсумками судової молекулярно-генетичної експертизи серед тіл, доставлених до міського моргу Запоріжжя. Похований 30 серпня 2016 у Миколаєві на міському кладовищі біля с. Мішково-Погорілове.
Без В'ячеслава лишились батьки, дружина Юлія Саражан — військовослужбовець Нацгвардії, син Дмитро та донька Вікторія.

## Нагороди
За особисту мужність і високий професіоналізм, виявлені у захисті державного суверенітету та територіальної цілісності України, вірність військовій присязі, відзначений — нагороджений
- орденом «За мужність» III ступеня (11.08.2016, посмертно)[3].

## Вшанування пам'яті
- 6 квітня 2017 рішенням 17-ї сесії Миколаївської міської ради VII скликання Миколаївській школі № 17 присвоєно ім'я Саражана В'ячеслава Григоровича[4].
- 23 листопада 2017 у Миколаївській ЗОШ І-ІІІ ступенів № 17 імені В'ячеслава Саражана відкрили меморіальну дошку випускнику школи[1].
- Його портрет розміщений на меморіалі «Стіна пам'яті полеглих за Україну» у Києві: секція 3, ряд 7, місце 8
- Вшановується 24 серпня на щоденному ранковому церемоніалі вшанування українських захисників, які загинули цього дня у різні роки внаслідок російської збройної агресії[5]